# Nová figurace
Jako nová figurace jsou označovány výtvarné tendence, které v poválečném umění odmítly estetiku neosobního abstraktního umění a aktualizovaly nejrůznější formy návratu k figuře. Předpokládaly sice lidský fenomén, ale člověk nemusel být přítomen fyzicky - stačila jeho stopa nebo znak. Nová figurace se neuvedla žádným manifestem a nedala vznik žádné homogenní skupině. Ve vztahu k předchozím obdobím je ve své podstatě protipólem sentimentálně-estétských tendencí a představuje vnitřně naléhavý výraz nálad a existenciálních pocitů, který se někdy může jevit až jako kult "ošklivosti".

## Historie
Dřívější klasické formy zobrazování navazovaly na antiku nebo renesanci s předpokladem, že cílem umění je reprodukovat vnější podobu skutečnosti. Také kubismus, jakkoli převratný ve své analýze a dekompozici reality, zůstal v tomto ohledu „klasicismem moderní doby“. Poválečná krize antropocentrismu a související odklon od tradičních koncepcí figurace vedla přechodně k důrazu na radikální směry nefigurativního umění jako neokonstruktivismus a geometrická abstrakce, které neměly žádné pouto se světem vnějších jevů a byla jim přisuzována role čistě výtvarná. Stoupenci přísně geometrické formy založili roku 1947 Salon "Réalités Nouvelles". Vlna abstrakce vyvrcholila roku 1960 na Benátském bienále, kde abstraktní umění získalo všechny čtyři hlavní ceny.
Východiskem pro novou figuraci byly směry zaměřené na subjektivní vnímání reality jako expresionismus, který se jako první radikálně odpoutal od realistického zobrazení a interpretoval individuální pocity nezávisle na skutečnosti, surrealismus s koncepcí vnitřního modelu a zejména informel jako krajní výraz existenciální skepse, který zcela odmítl předmětné zobrazení i tradiční estetické normy.
Nová figurace, která je reakcí na krizi lidských hodnot a reflektuje pocit odcizení, je ve svém výsledku radikálnější a zahrnuje revoltu, útočný gag, grotesku a blasfémii. Nezříká se nejvulgárnějšího naturalismu a fotografismu, ale vychází také z Dubuffetova Art brut a estetiky objektu.  Nesnaží se hodnoty znovu kodifikovat jako filozofický nebo estetický systém. I přes svůj vyhrocený kriticismus a otevřenou skepsi, které není nic svaté, znamená novou inklinaci k lidské problematice a na jejím pozadí je vůle překonat obrovské existenciální a sociální dilema moderní doby.

### Solitéři a předchůdci
Kromě širších tendencí jako neodadaismus, pop-art, Nouveau réalisme a Art brut (Jean Dubuffet), stojí při vzniku nové figurace několik solitérů z počátku 50. let - francouzští sochaři Ossip Zadkine a Germaine Richier, v Anglii Henry Moore, Kenneth Armitage, Lynn Chadwick, malíři Diego Rivera, Fernand Léger, Hans Erni a zejména Francis Bacon, považovaný za "otce" neoexpresionismu. K zakladatelům patří svými pozdními díly také Pablo Picasso.
Sochy Alberta Giacomettiho, který vyšel ze surrealismu a byl inspirován etruským uměním, odrážejí v jeho vrcholném období existenciální krizi spojenou s hledáním nového významu figury. Americký abstraktní expresionismus ovlivnil Willema de Kooninga, jehož cyklus žen z přelomu 40. let osciluje mezi abstrakcí a figurací

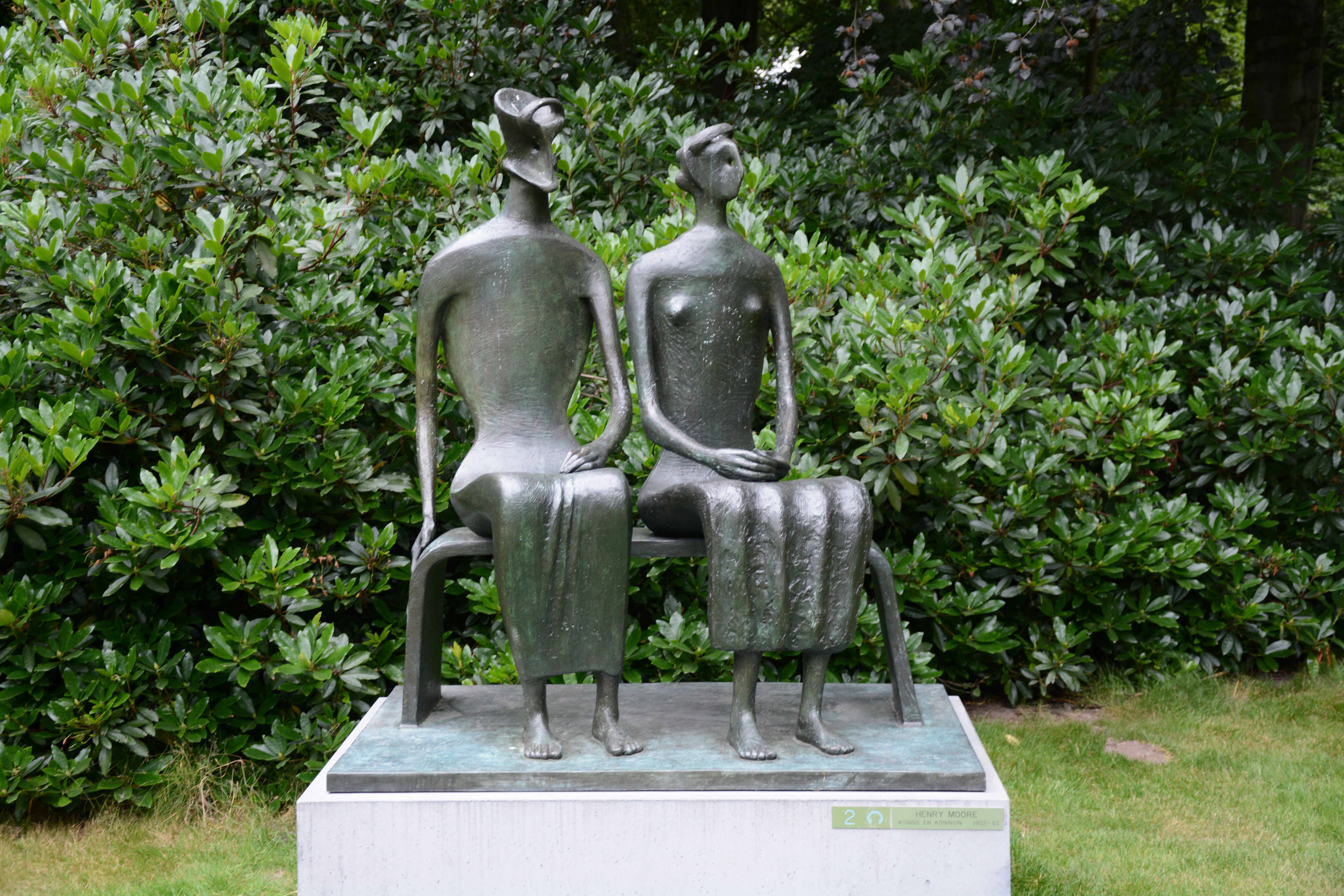
Henry Moore, King and Queen (1952-1953)
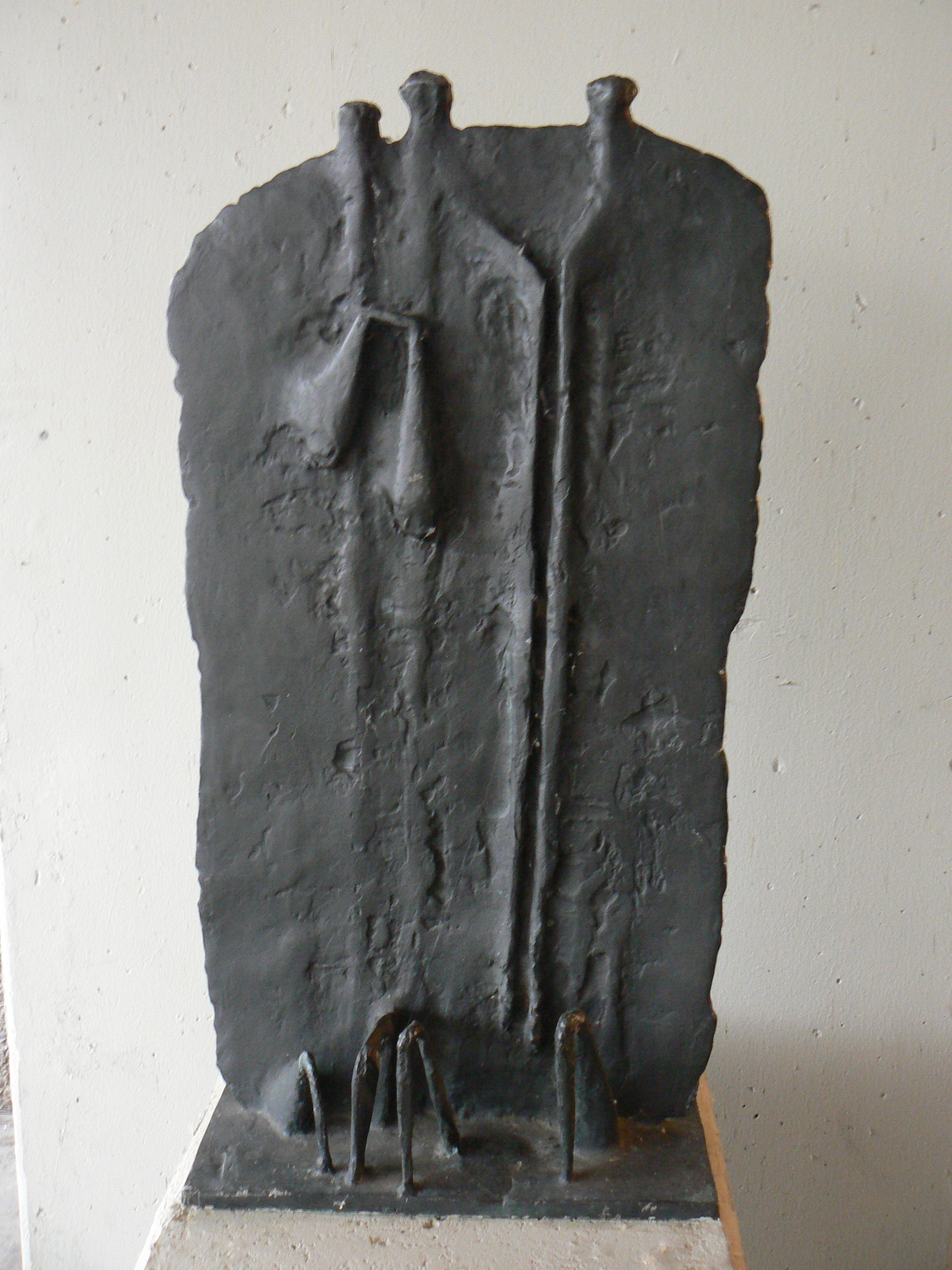
Kenneth Armitage, Sitting people (1953-1954)
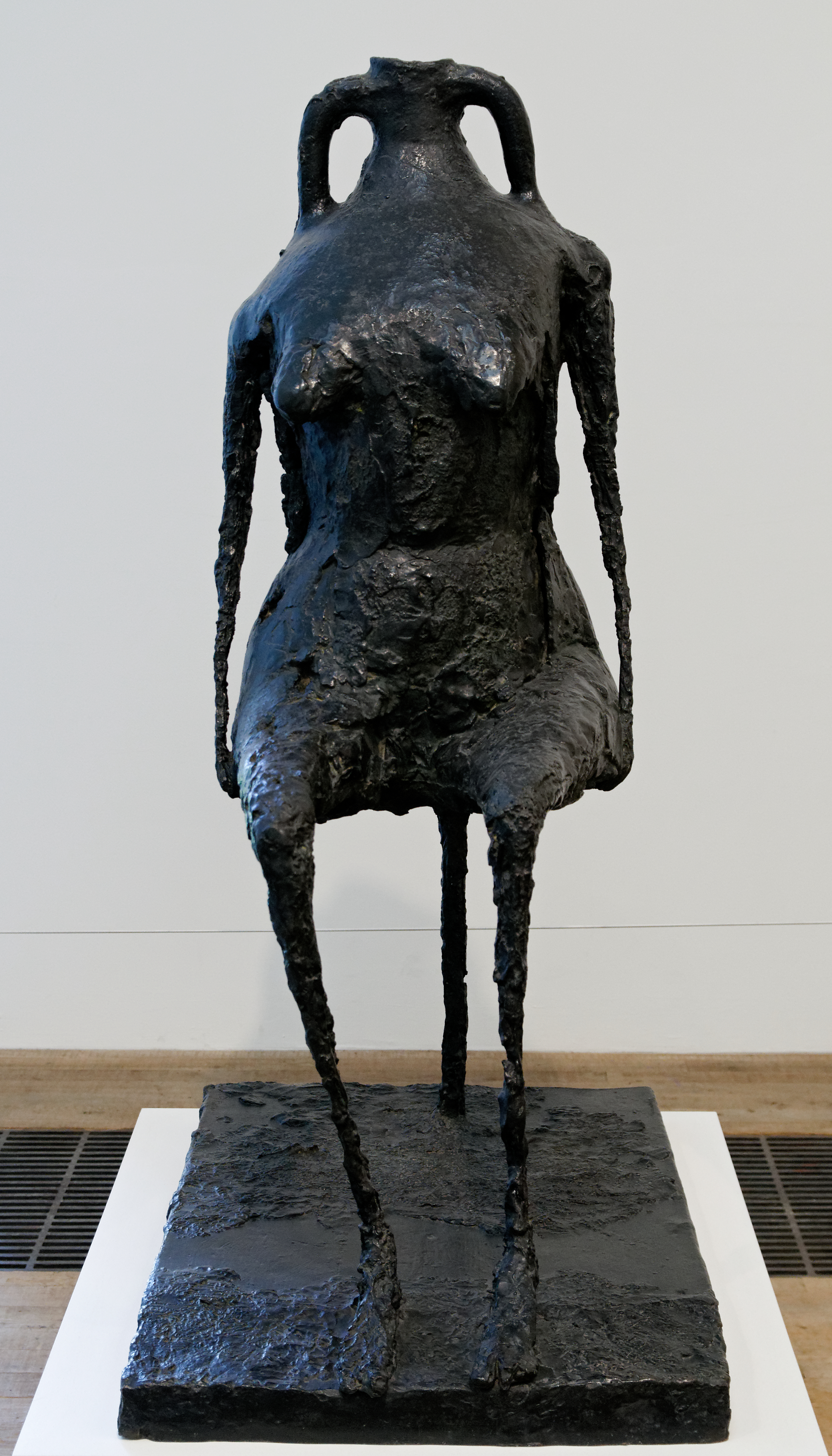
Germaine Richier, L'Eau, Tate Modern (1953-1954)
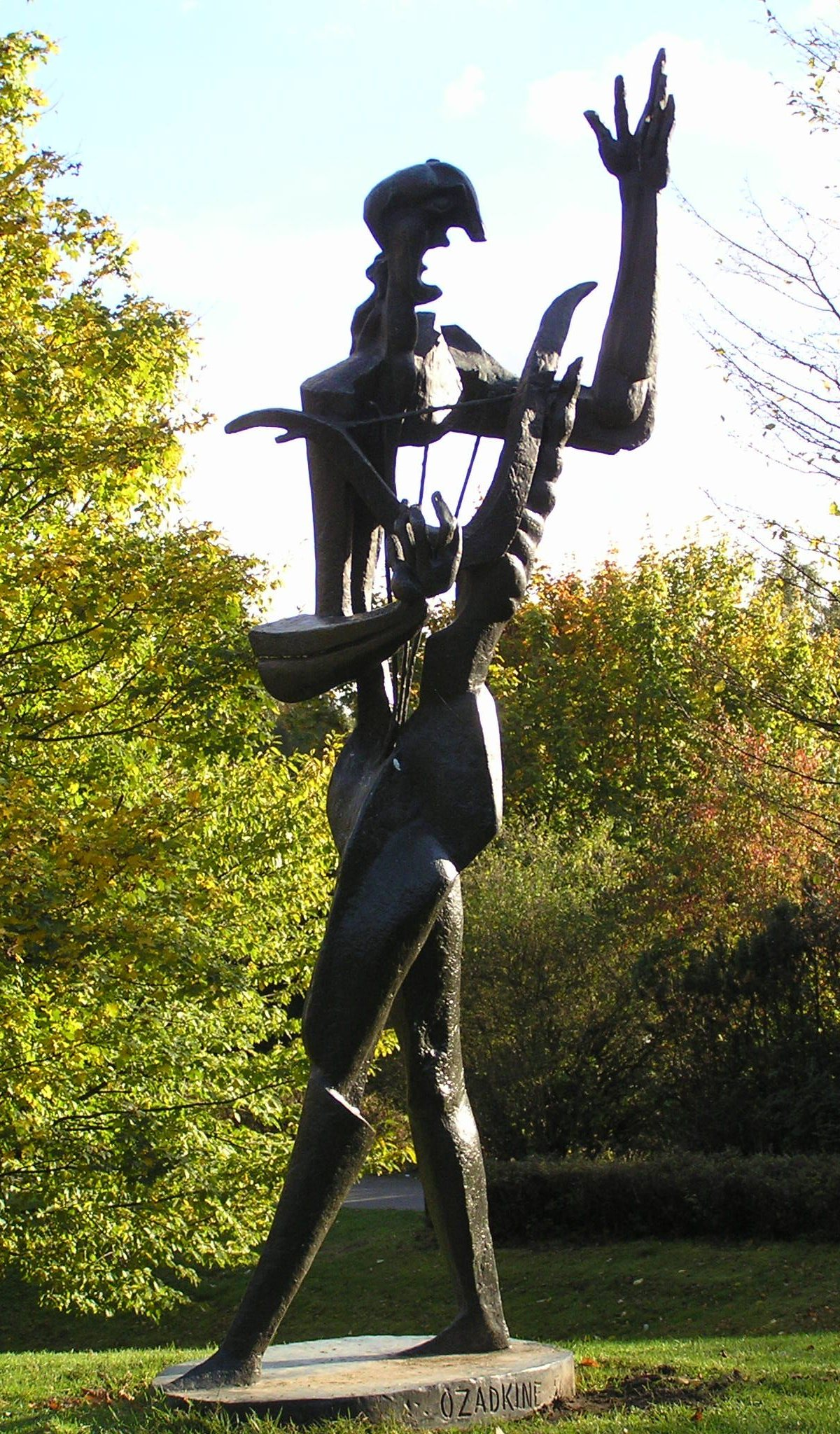
Ossip Zadkine, Grosser Orpheus (1956)
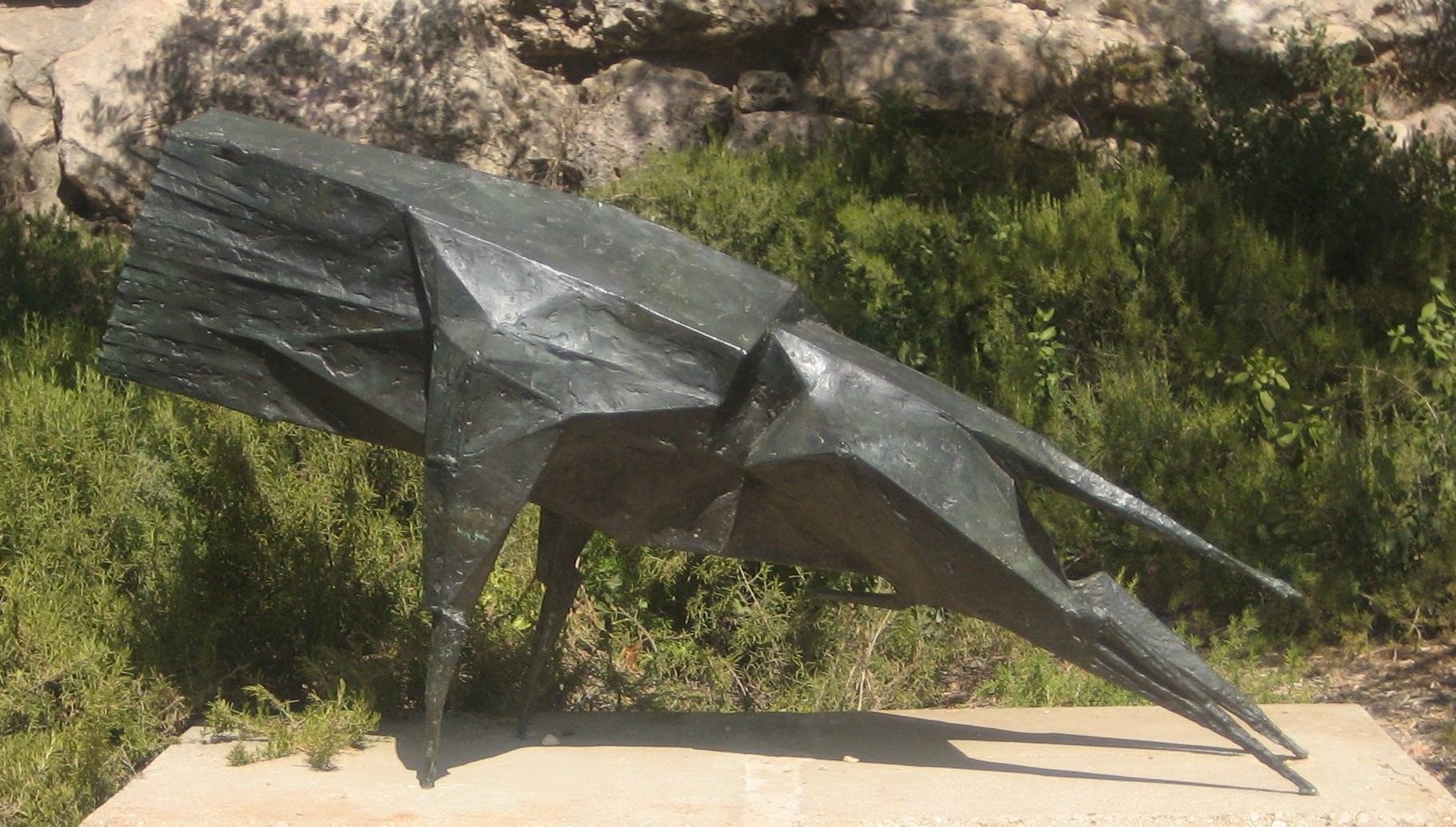
Lynn Chadwick, 'Roaring Lion' (1960)

### Nové zdroje inspirace
Sochařství nové figurace se zčásti obrací k starobylým formám, jaké představují např. neolitické idoly a kykladské umění. Mytologizace člověka v sochařství a malířství má kromě archaizujících tendencí (Jean Ipoustéguy, Kenneth Armitage, Olbram Zoubek, Peter Oriešek) také zcela současný výraz v mýtu člověka 20. století . Lze ho nalézt v obrazech a reliéfech Pierre Bettencourta , obrazech Antonio Recalcatiho, Jacquese Monory nebo člena skupiny Nouveau réalisme Martiala Raysse.
Radikální destrukce a deformace lidské figury souvisí s pozdním surrealismem (Paul Wunderlich, Miodrag Djuric) a se severským expresionismem a skupinou CoBrA (Karel Appel, Asger Jorn, Pierre Alechinsky, Lucebert) a s postkubistickým tvaroslovím (Pinchas Burstein, alias Maryan S. Maryan). Destrukce figury u pozdních Césarových soch spočívají v záměrné dekompozici povrchu svařovaného z ocelových plátů, zatímco u Karla Nepraše vzniká figura jako asambláž nejrůznějších kovových prvků spojených textilem.
Z českých malířů patří do tohoto proudu Jiří Načeradský a Michael Rittstein, ze zahraničních Argentinec Rómulo Macció nebo Španěl Antonio Saura.
V sochařství může být radikální deformace figury plošná, jako u Vladimíra Janouška, nebo německého sochaře Horsta Antese.

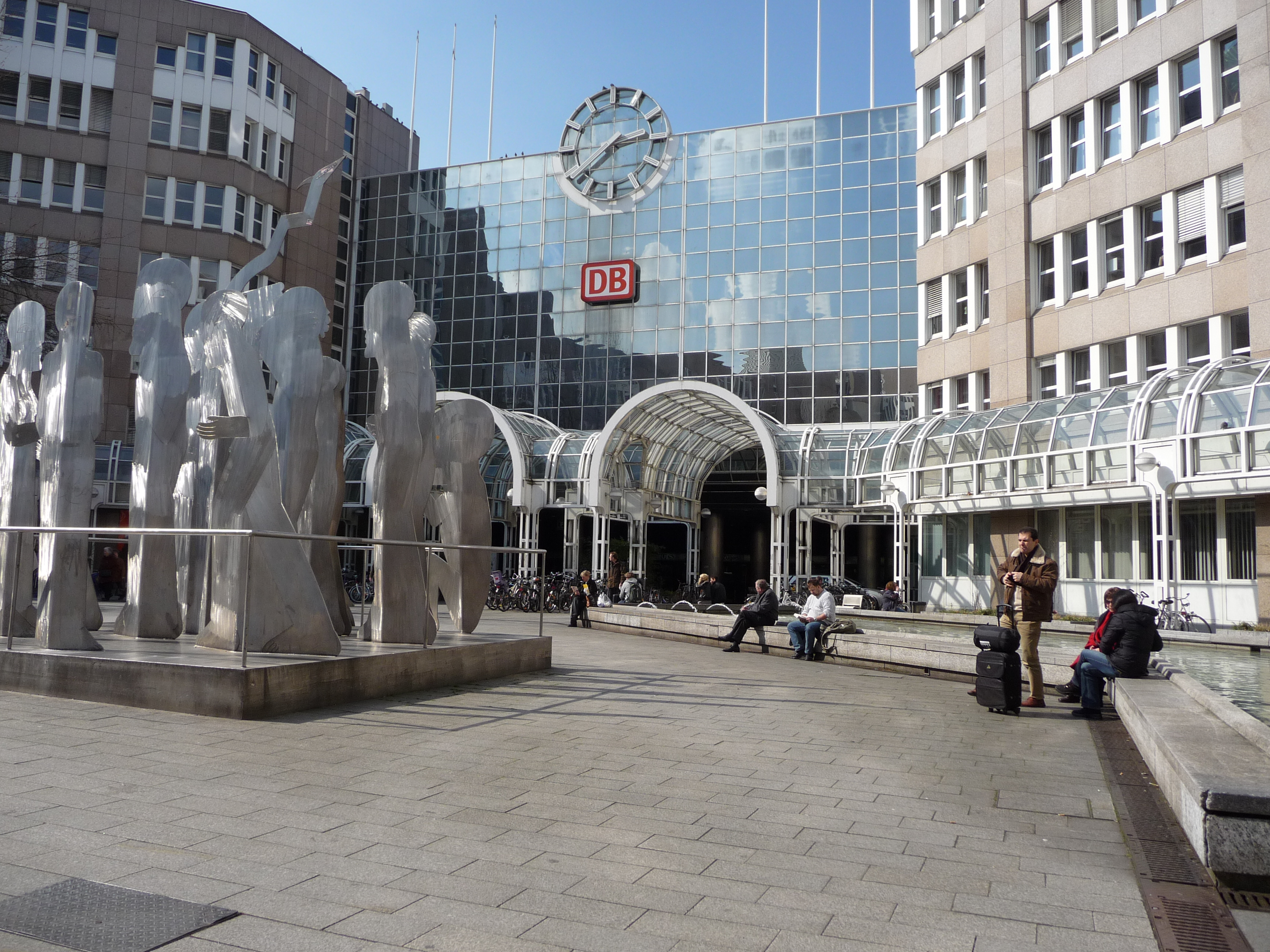
Horst Antes, Düsseldorf

Groteskní nestvůrnost a divoká barevnost figur Niki de Saint-Phalle a pozdní sochařská tvorba Karla Appela vychází z pop artu. Pocit odcizení člověka může mít ve výtvarných dílech podobu znaků, které odrážejí moderní svět jako soubor jeho zástupných symbolů a souvisí již s konceptuálním uměním (Robert Rauschenberg), environmenty (Paul Thek) nebo performancí (Bruce Lacey). Odcizení může nabýt i podoby radikálního levicového antiburžoazního a antimilitaristického angažovaného umění (Jacques Grinberg, Giovanni Giannini).
Většina českých tvůrců Nové figurace prošla periodou informelu a jejich tvorba si přes vnější grotesknost zachovala silný existenciální podtext (Zbyšek Sion, Zdeněk Beran, Karel Nepraš, Jan Hendrych, Aleš Veselý). Zatímco západní umělci jako např. Kanaďan Edmund Alleyn silněji vnímají odcizení technické civilizace, je umění řazené v 70. a 80. letech k české grotesce vnímáno jako ironické zpodobení stereotypů lidského chování (Karel Pauzer, Hana Purkrábková) nebo měšťáctví a politického establishmentu (Bohumil Zemánek, Michael Rittstein). Také obrazy výrazných koloristů, jako je Otakar Slavík nebo Jiří Sopko a malířů navazujících na sociálně kritická východiska (Jitka Válová, Květa Válová) tematizují krajní polohy lidské existence.
Nová figurace zahrnuje také reinterpretaci zavedených obrazových znaků - např. reklamních poutačů (Roy Lichtenstein, James Rosenquist) nebo apropriaci známých děl. Po Baconovi a jeho Portrétu papeže Innocence X z roku 1948 tvořili reminiscence na Vélasqueze také Eduardo Arroyo a Alberto Gironella. V podání těchto umělců nejde o inspiraci uměním jiné epochy ale o "obrazy obrazů" jako jakýsi superfenomén (Larry Rivers).

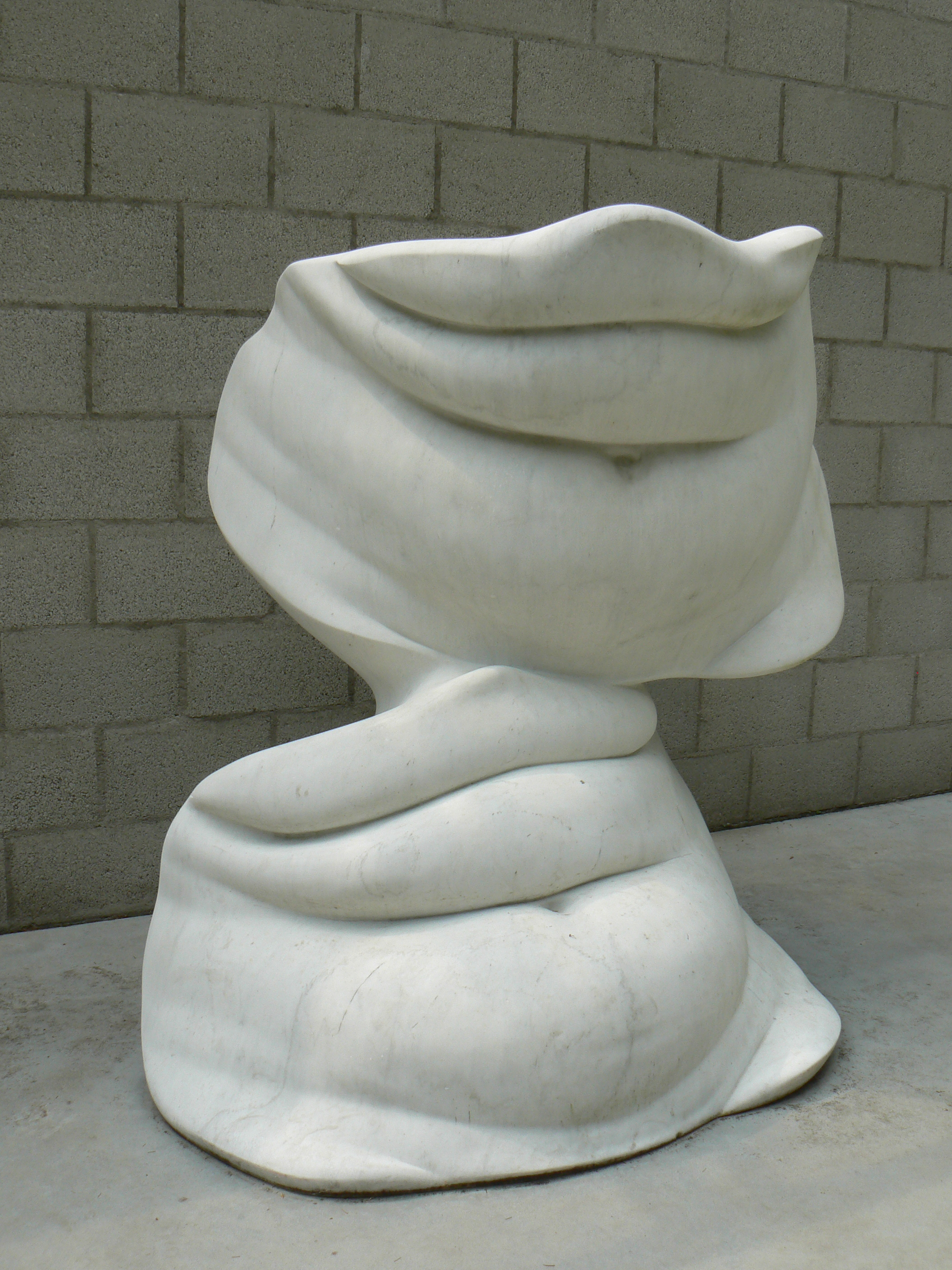
Alina Szapocznikow, Břicha

Jedním z nových způsobů zobrazení lidské figury se stala antropometrie - odlitek části (César, Eva Kmentová, Alina Szapocznikow) nebo celé figury (George Segal) nebo její otisk na plátno (Yves Klein, Rudolf Němec). Podle Chalupeckého jde o krajní prostředek zpřítomnění člověka v uměleckém díle.
Obrysy figur a různých šablon vytvářeli pomocí stříkací pistole François Arnal nebo Rudolf Němec. Prolnutí fotorealistické malby přenesené na leštěnou ocelovou desku a zrcadlového odrazu diváka užil ve svých dílech Michelangelo Pistoletto, člen Arte Povera.
Nová figurace se v dílech některých tvůrců vrací také k narativnímu principu. Vlivný kritik umění a spoluzakladatel uměleckého časopisu Opus International Gérald Gassiot-Talabot měl nápad spojit pod zastřešující termín "La Figuration narrative (narativní figurace)", práci mladých umělců tvořících v letech 1960 - 1980 (Gilles Aillaud, Eduardo Arroyo, Jacques Monory, Bernard Rancillac). Narativní figurace, která vznikla na pomezí výtvarného umění a literatury, pracuje s cykly obrazů nebo ohraničením dějů v samostatných dějových políčcích (Cloisonné), multiplikací a variantním zobrazením jednoho motivu nebo transfigurací (Eduardo Arroyo). Narativní koláže inspirované fotografiemi z novin, časopisů a filmových plakátů tvoří Peter Klasen.
Odcizenost moderní spotřební společnosti s její masovou produkcí výrobků byla inspirací k proslulé Warholově sérii sítotisků Mony Lisy ("třicet je lepší než jedna"). Figurativní tvorba pop-artových umělců (Richard Hamilton, Ronald Kitaj, Allen Jones, Enrico Baj, ad.) představuje osobitý přínos k nové figuraci, přestože původně vznikla ze specifických neodadaistických pohnutek. Podobný princip opakování anonymních tváří lidí z novinových fotografií užil Argentinec Rubens Gerchman. Vizuální účinek multiplikace jednoho motivu je také tématem japonského sochaře Tomio Miki.
Vztahem jednotlivce a davu viděného z ptačí perspektivy se zabývá Juan Genovés ve svých sochách a instalacích nebo český malíř Jan Měřička.
Jedním z rysů nové figurace, který má ale širší dosah a týká se celého spektra moderního umění, je opuštění klasických zobrazovacích forem. Stírá se rozdíl mezi sochou a instalací, dvourozměrný obraz vstupuje do trojrozměrného prostoru (Marisol Escobar) nebo ztrácí přesné ohraničení (Jan Kotík). Antonio Berni, který je jedním z představitelů jihoamerické sociálně kritické malby Nuevo Realismo, použil ve své sérii Juanito Laguna v obrazech reliéfy z civilizačního odpadu. Nová figurace se v jeho díle pojí s "Novou předmětností". V tvorbě Bedřicha Dlouhého se nakonec obě složky díla osamostatňují jako objekt a jeho malířské pozadí.
Netradiční techniky zobrazení figury za použití perforace použila Adriena Šimotová na velkoformátových objektech z vrstveného papíru a Alena Kučerová při tisku grafik z kovových matric.

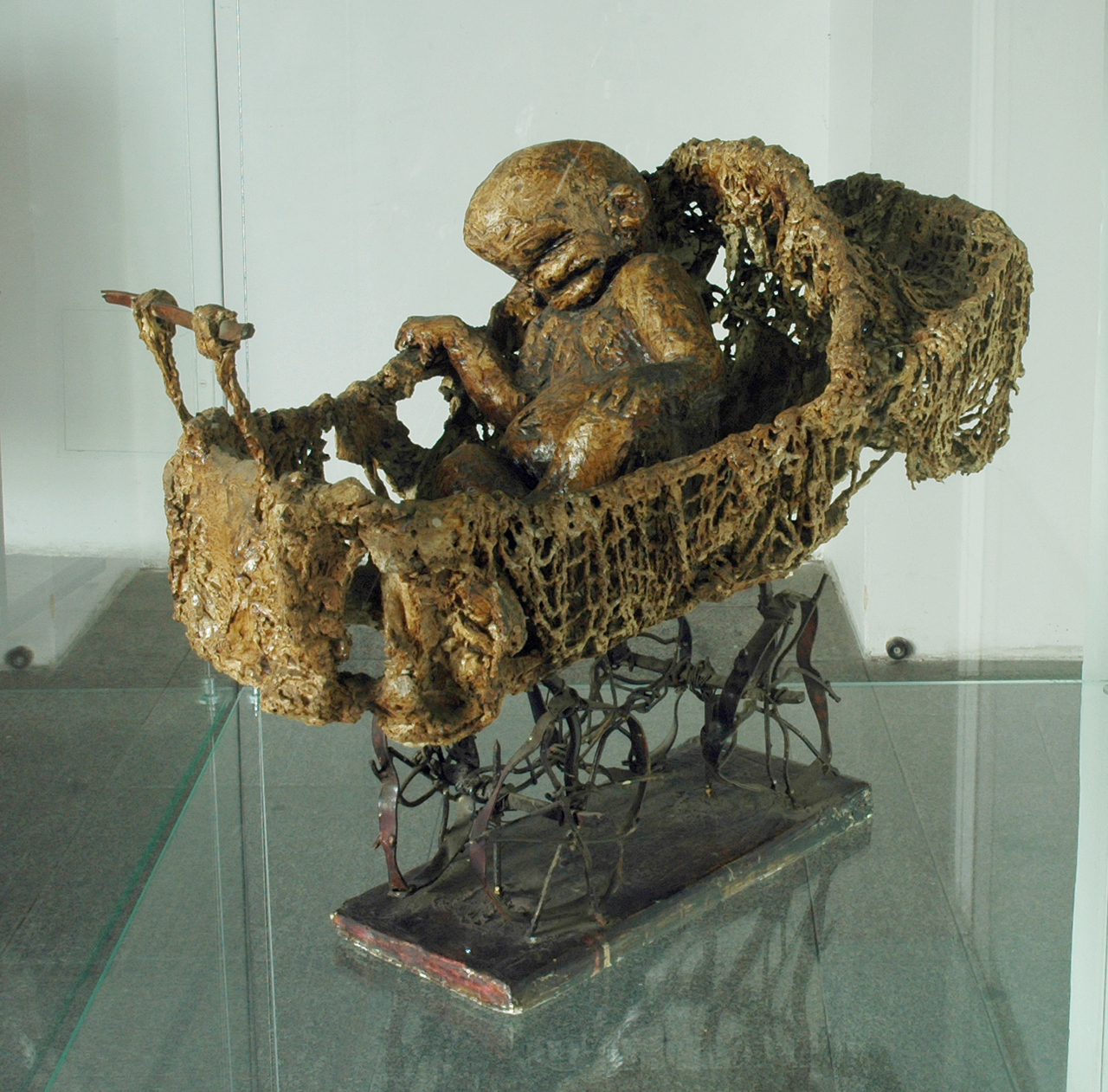
Bohumil Zemánek, Kočárek (1964)
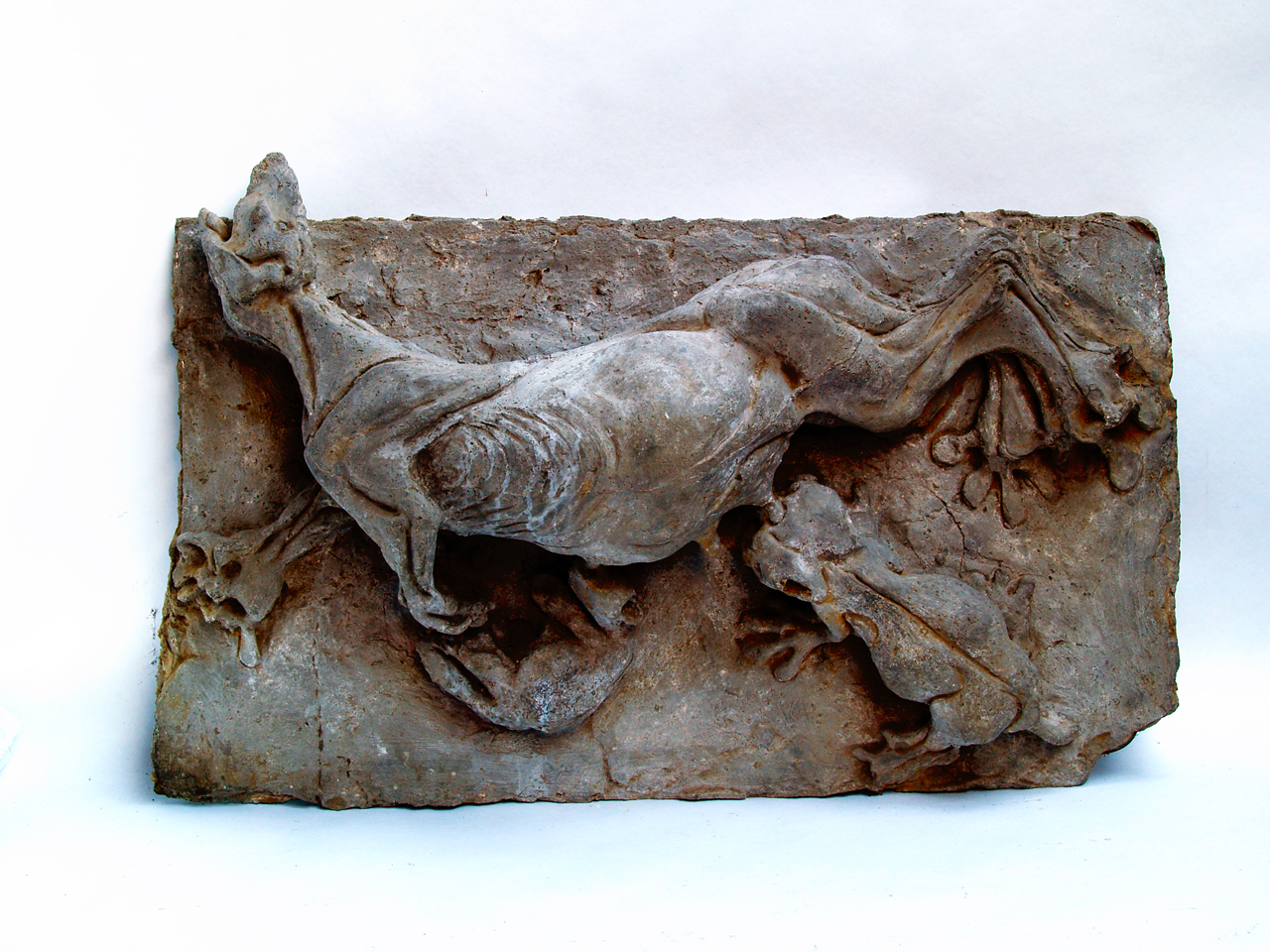
Karel Pauzer, Rodinka (1968)
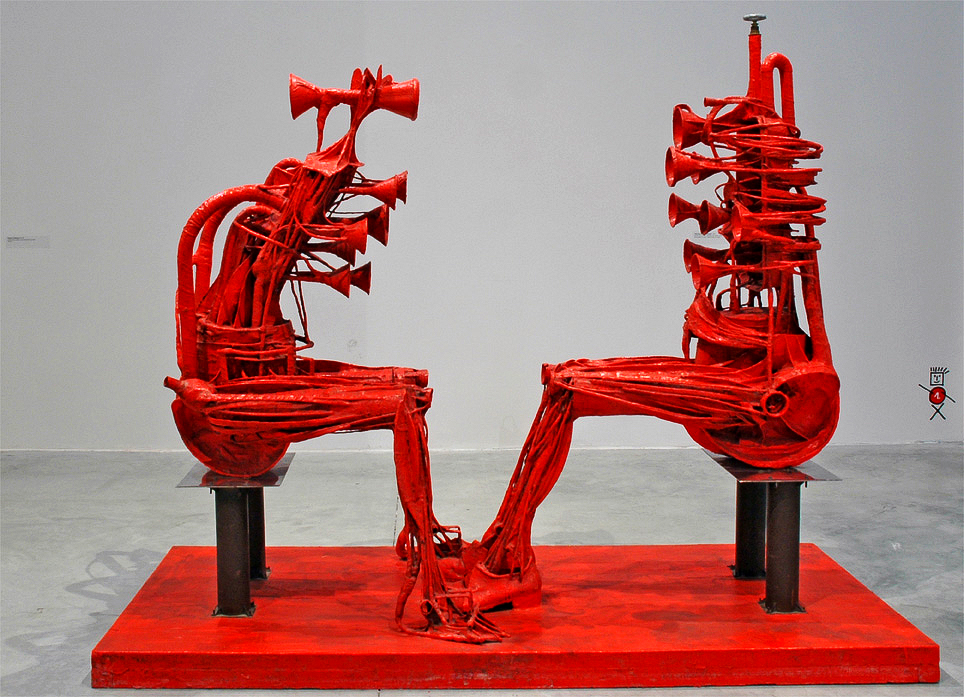
Karel Nepraš, Velký dialog (1966)
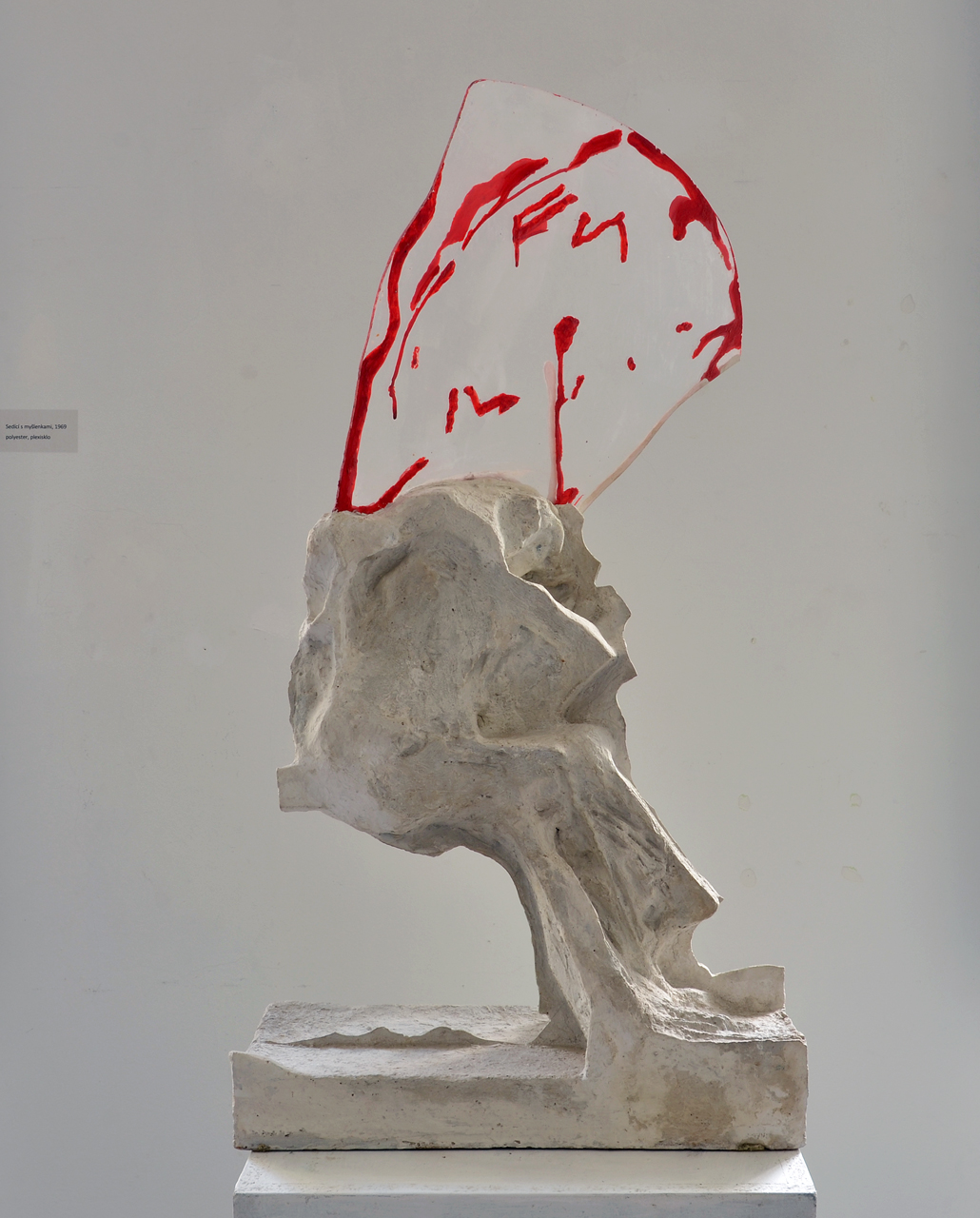
Jan Hendrych, Sedící s myšlenkami (1969)
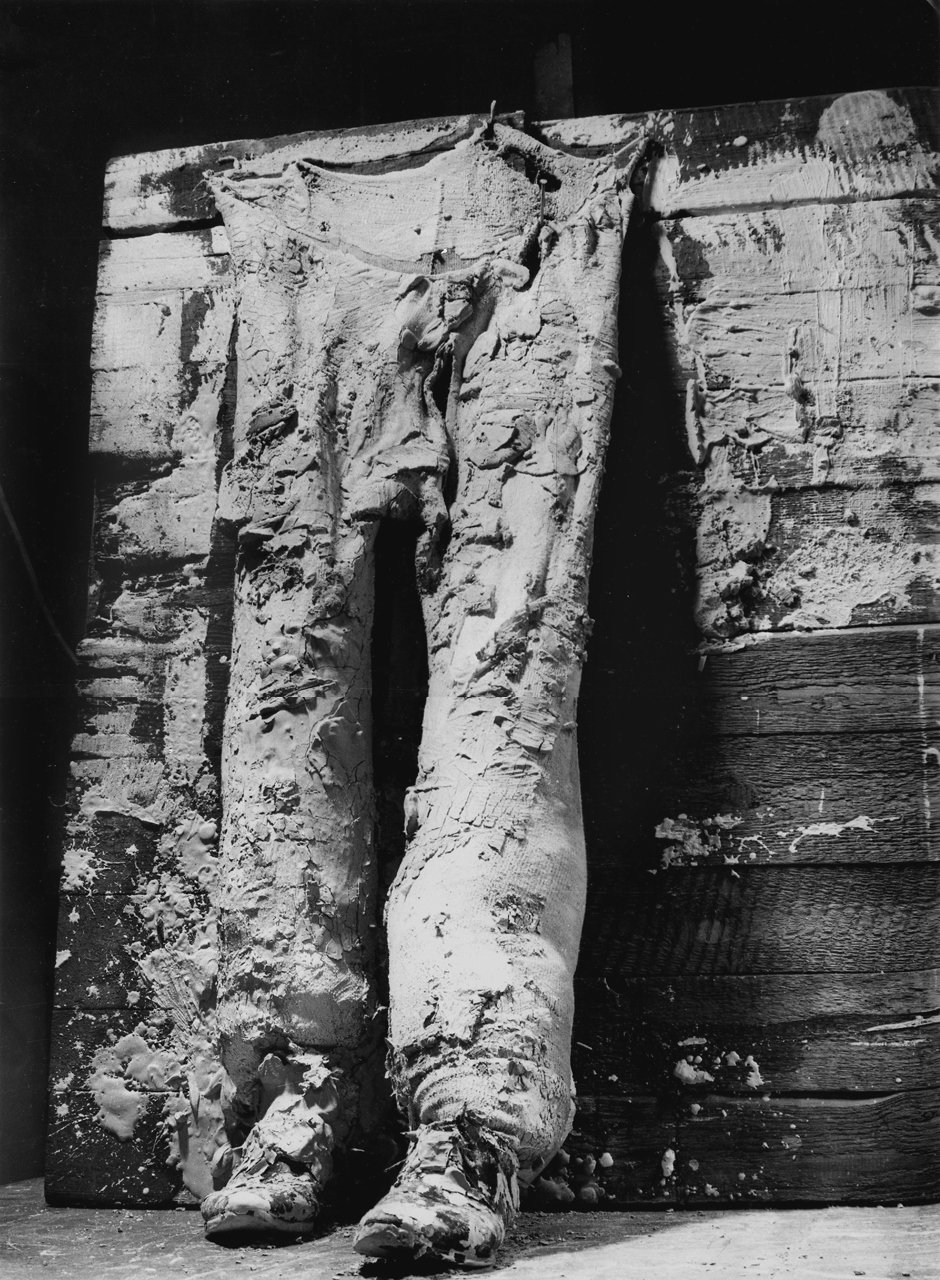
Zdeněk Beran, Objekt IV (1969)
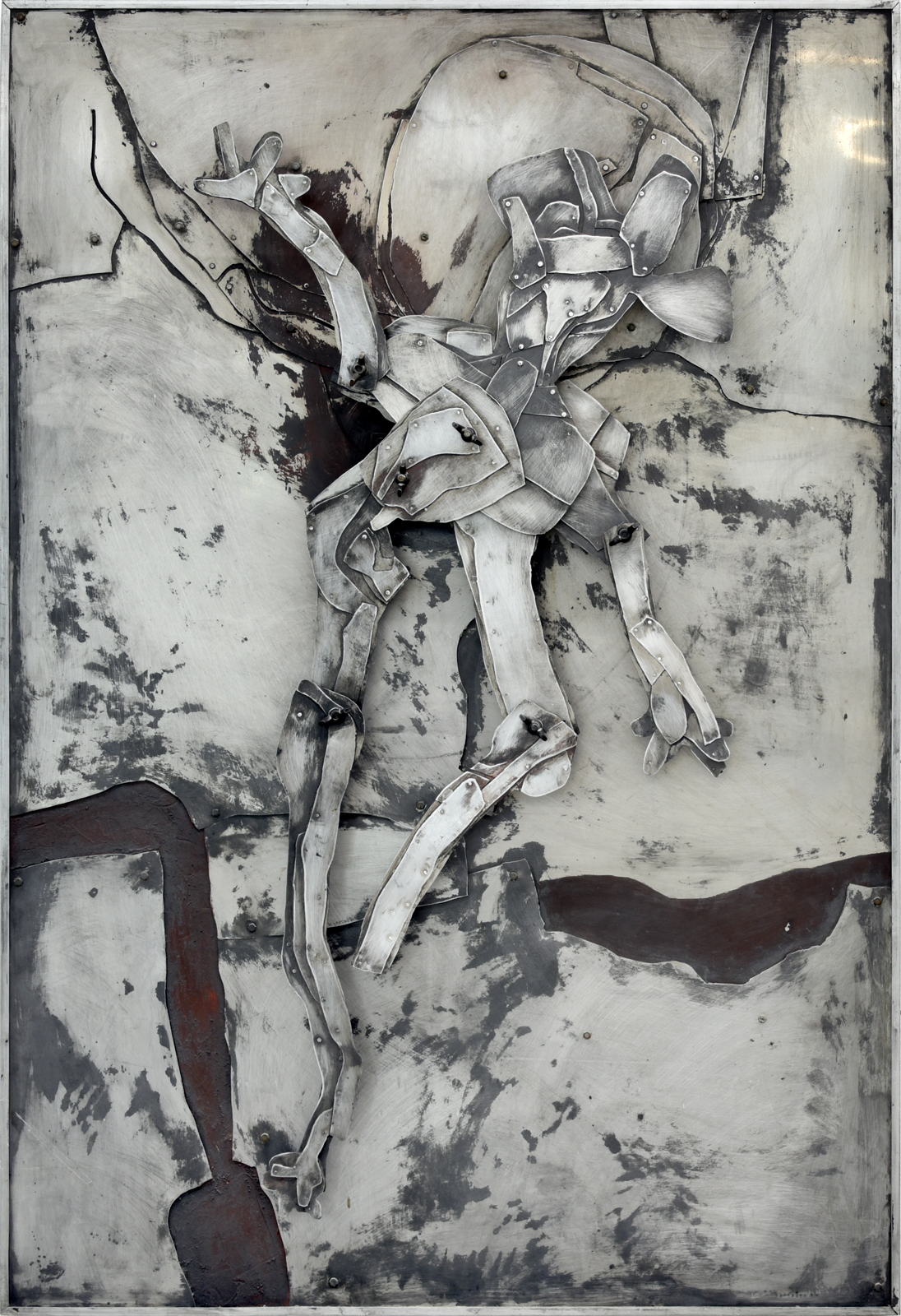
Vladimír Janoušek, Till Eulenspiegel (1978)
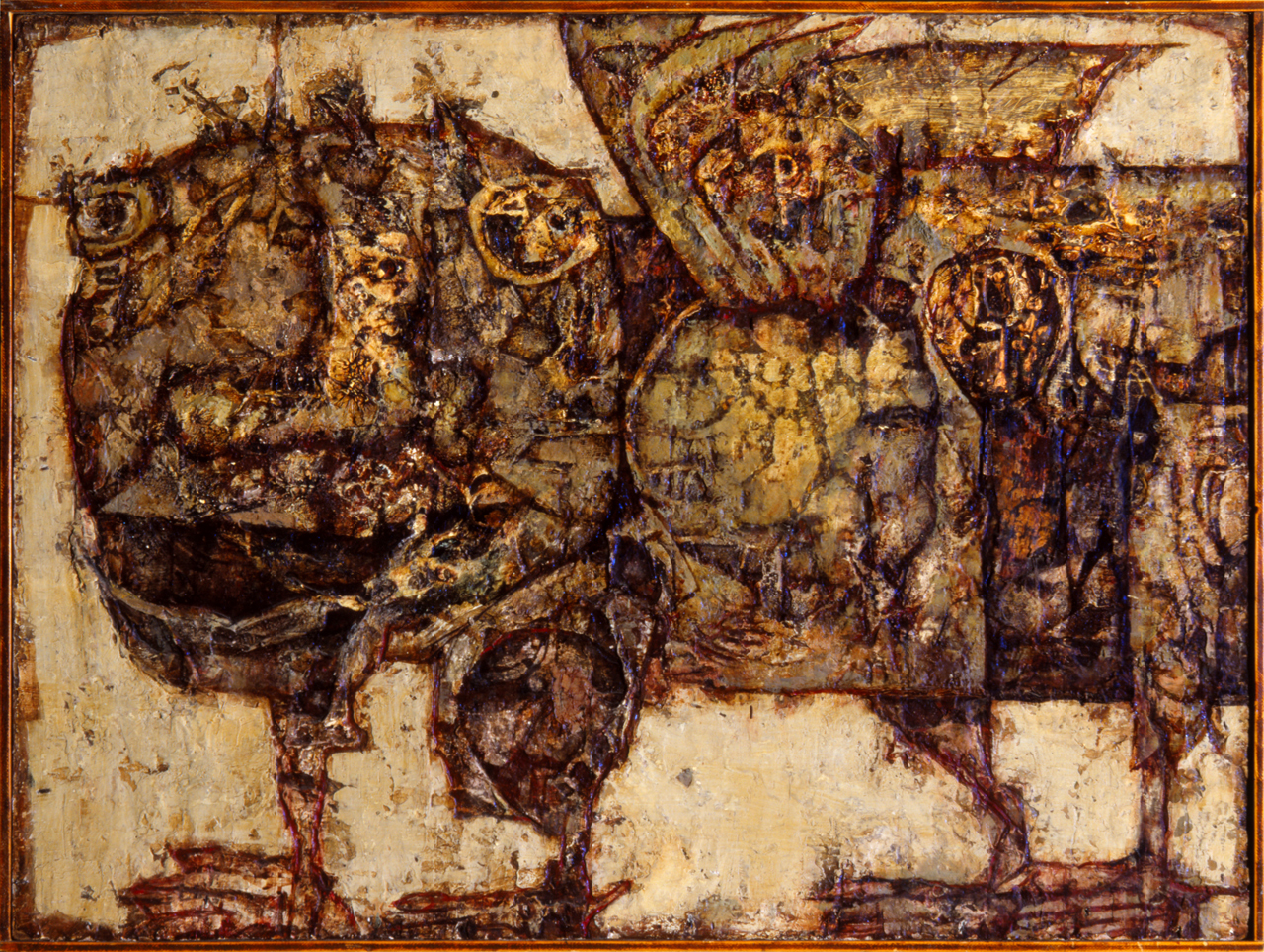
Zbyšek Sion, Apokalyptická kobylka I (1963)
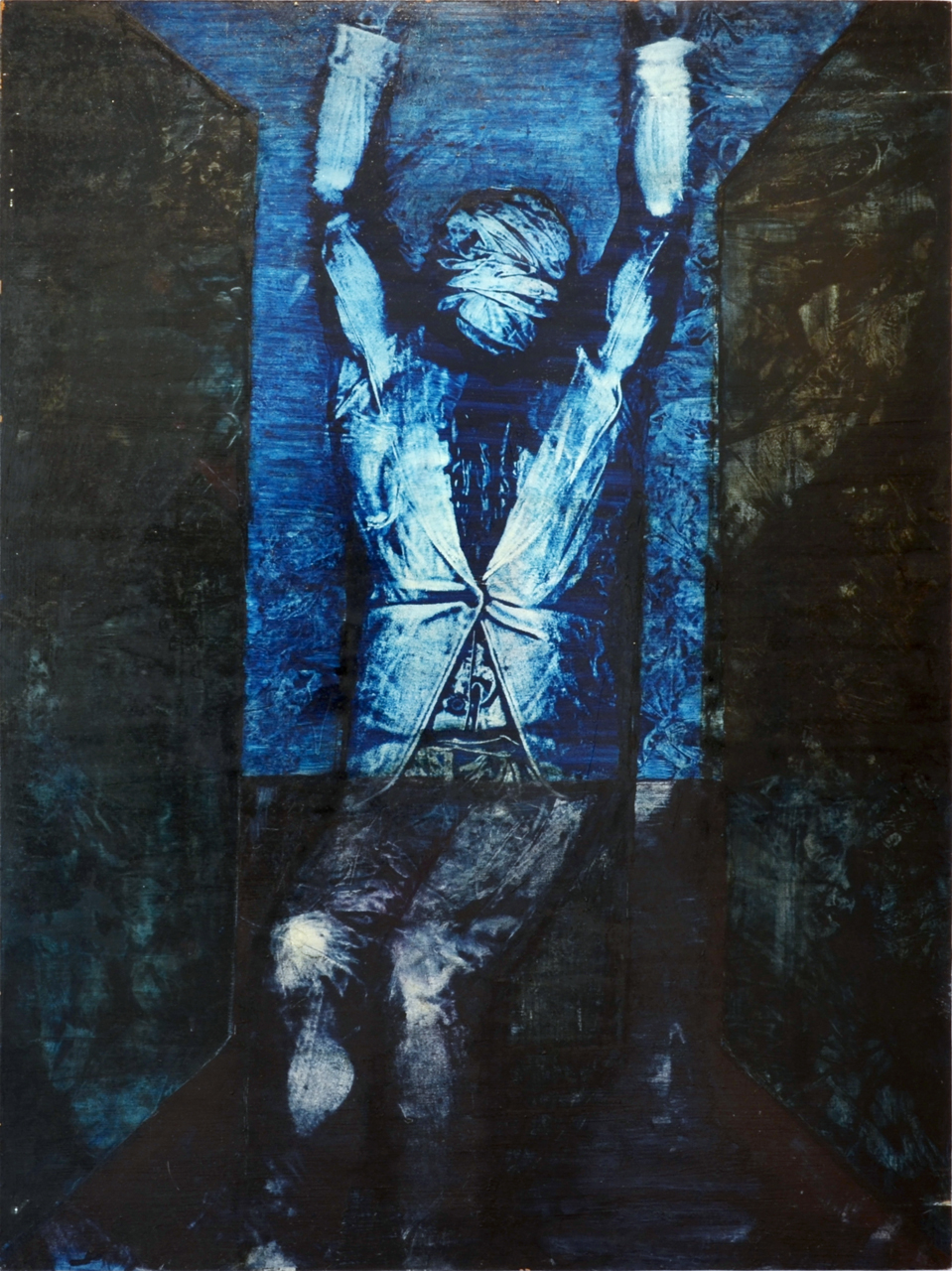
Rudolf Němec, Sedící (1967), Národní galerie v Praze
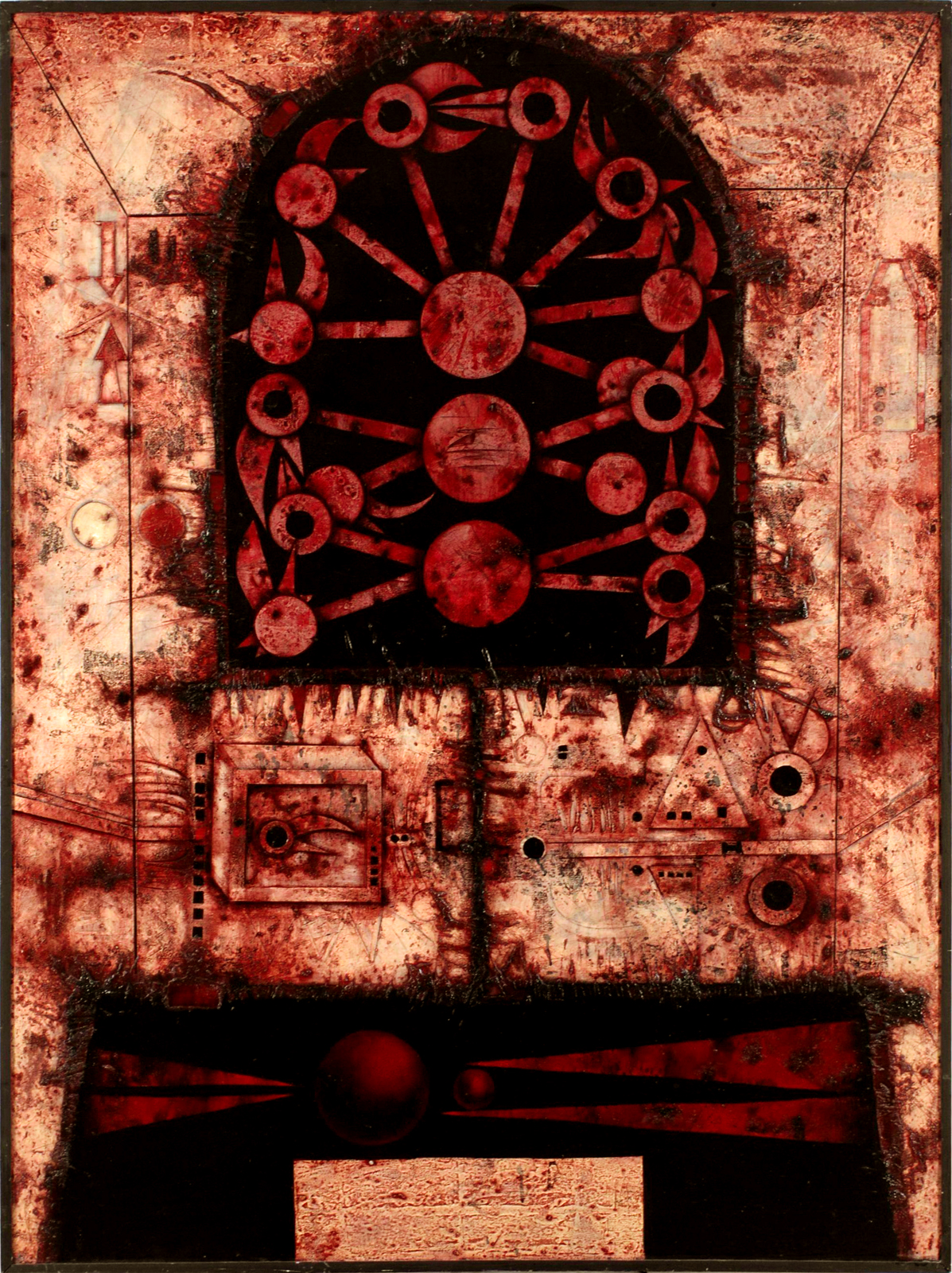
Mikuláš Medek, Zobrazení pohledu na muže v napětí (1967)
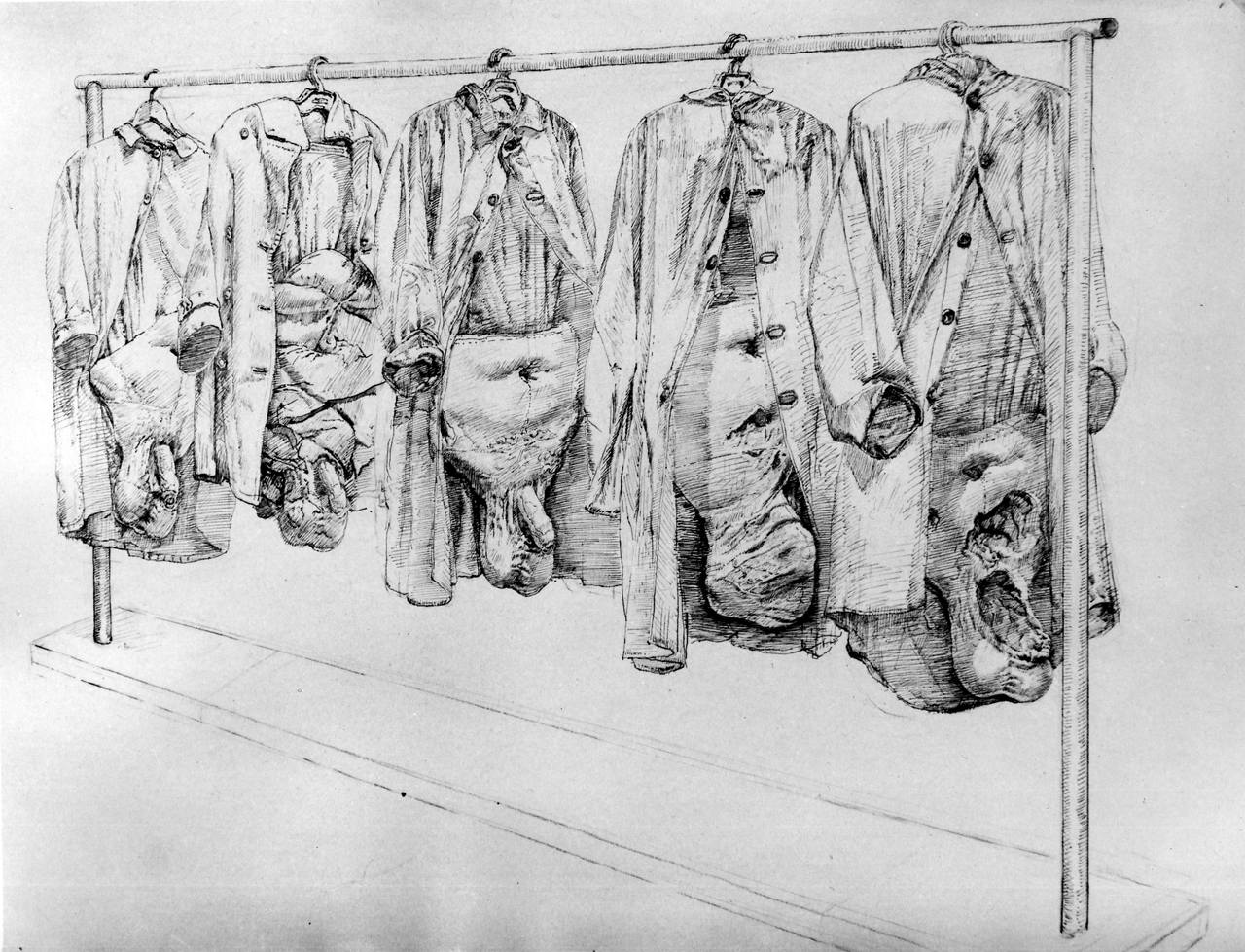
Zdeněk Beran, Sudie k objektu Rehabilitační oddělení - pánský věšák (1970)

### Výstavy (výběr)
- 1960 Salon des réalités nouvelles, Paříž
- 1964 Mythologies quotidiennes, Musée d'art moderne de la Ville de Paris, Salon de mai, Paříž
- 1969/1970 Nová figurace, Mánes, Praha, Dům umění, Brno
- 1977 Mythologies quotidiennes II, Musée d'art moderne de la ville de Paris, Paříž
- 1990 Nouvelle Figuration, galerie Schwarz, Los Angeles
- 1993/94 Nová figurace, Litoměřice, Pardubice, Brno, Opava, Jihlava
- 2008 Figuration narrative, 1960-1972, Grand Palais, Paříž, galerie Anne-Marie et Roland Pallade, Lyon